# Bruce Rauner
Bruce Vincent Rauner (født 18. februar 1957) er en amerikansk erhvervsmand og politiker. Han var den 42. guvernør i den amerikanske delstat Illinois fra 2015-19. Han er medlem af det Republikanske parti.
Rauner tog kandidateksamen ved Dartmouth College. Rauner bestod han sin juraeksamen ved Harvard University.